# Gabriela Isler
María Gabriela Isler (Valencia, 21 de março de 1988) é uma rainha da beleza venezuelana, Miss Venezuela 2012 e Miss Universo 2013.
Foi eleita em 9 de novembro de 2013, em Moscou, Rússia, sendo coroada por Olivia Culpo. É a sétima coroa venezuelana, sendo a terceira nos últimos 6 anos.